# Shane Geraghty
Shane Joseph James Geraghty (Coventry, 12 de agosto de 1986) es un jugador británico de rugby que se desempeña como apertura.

## Selección nacional
Fue convocado a los Flying Fijians por primera vez en marzo de 2007 para enfrentar a Les Bleus y disputó su último partido en noviembre de 2009 ante los All Blacks. Hasta el momento lleva seis partidos jugados y cinco puntos marcados, producto de un penal y una conversión.

## Palmarés
- Campeón de la Anglo-Welsh Cup de 2009–10.